# Kyohei Maeyama
Kyohei Maeyama (前山 恭平 Maeyama Kyohei?, nacido el 10 de diciembre de 1987 en Saga) es un futbolista japonés que se desempeña como centrocampista.

## Trayectoria

### Clubes
| Club            | País  | Año         |
| --------------- | ----- | ----------- |
| Blaublitz Akita | Japón | 2010 - 2020 |

## Estadística de carrera

### J. League
| Club            | Año   | J. League | J. League | Copa J. League | Copa J. League | Total | Total |
| Club            | Año   | Part.     | Goles     | Part.          | Goles          | Part. | Goles |
| --------------- | ----- | --------- | --------- | -------------- | -------------- | ----- | ----- |
| Blaublitz Akita | 2014  | 26        | 2         | -              | -              | 26    | 2     |
| Blaublitz Akita | 2015  | 36        | 10        | -              | -              | 36    | 10    |
| Blaublitz Akita | 2016  | 27        | 4         | -              | -              | 27    | 4     |
| Blaublitz Akita | 2017  | 30        | 7         | -              | -              | 30    | 7     |
| Total           | Total | 119       | 23        | 0              | 0              | 119   | 23    |